# Kazimierz Kubicz
Kazimierz Kubicz, ps. Wir (ur. 18 października 1898 w Dębicy, zm. 10 września 1943 w Anglii) – polski rolnik, działacz niepodległościowy, plutonowy Wojska Polskiego, kawaler Orderu Virtuti Militari.

## Życiorys
Urodził się 18 października 1898 w Dębicy, w ówczesnym powiecie ropczyckim Królestwa Galicji i Lodomerii, w rodzinie Jana i Bronisławy z Urżów. Był bratem Bronisława, ps. Wierzba (ur. 1891), żołnierza 1 pułku piechoty Legionów Polskich, odznaczonego Krzyżem Niepodległości, i Stanisława (ur. 1900), krawca. Ukończył cztery klasy szkoły powszechnej w Tarnowie, a następnie uczył zawodu krawca. Został skautem w Tarnowie, a w 1914 wstąpił do Polskich Drużyn Strzeleckich i przyjął pseudonim Wir.
10 stycznia 1916 wstąpił do Legionów Polskich. 28 lutego tego roku, po złożeniu przysięgi, wyjechał z IV batalionem uzupełniającym na front. 6 marca 1916 został wcielony do 10 kompanii 6 pułku piechoty. Od 30 listopada do 25 stycznia 1917, chory, leczył się w szpitalu w Wiedniu, po czym wrócił do pułku. W maju tego roku został przydzielony do Krajowego Inspektoratu Zaciągu do Wojska Polskiego. W czerwcu 1918 został zwolniony ze służby.
2 października 1919 w Tarnowie wstąpił do Wojska Polskiego. 1 lutego 1920 przybył do kadry rzemieślniczej. 6 marca tego roku został przeniesiony do szwadronu zapasowego 6 pułku ułanów i 26 kwietnia mianowany starszym ułanem. Później został przeniesiony na front do 2 szwadronu 6 pułku ułanów i wyznaczony na stanowisko patrolowego. 16 lipca na stacji kolejowej Radziwiłłów został ranny w lewą nogę. Ze szpitala wrócił na front do szwadronu. Wyróżnił się 23 września 1920 w bitwie pod Zasławiem. Następnego dnia rotmistrz Witold Cieśliński, dowódca 2 szwadronu sporządził wniosek na odznaczenie Orderem Virtuti Militari, w którym napisał: „w szarży 2-go szwadronu pod Zasławiem z szaloną brawurą jeden z pierwszych położył trupem paru bolszewików i nie uważając na najeżone bagnety żelaznej brygady bolszewickiej wraz z plutonowym Stanisławem Berowskim i ułanem Kotlińskim przerwał środek ich pozycji. Świetnym swym czynem przysłużył się niezmiernie do porażki bolszewików”.
W 1921, w ramach osadnictwa wojskowego, otrzymał działkę o powierzchni 16 ha, położoną w sołectwie Podzamcze (od 5 maja 1930 była to samodzielna gromada Wola Piłsudskiego). Pełnił funkcję prezesa Koła Ogniska Osadników.
Był żonaty z Marią z Andrusiewiczów (1888–1943), z którą miał pięcioro dzieci: Zdzisława (ur. 1924), Kazimierę (ur. 1926), Józefa (ur. 1927), Marię Adaminę (ur. 1929) i Janusza (ur. 1933).
25 kwietnia 1940 cała rodzina została deportowana do Maromicy w ówczesnym rejonie oparińskim obwodu archangielskiego. W 1941, po amnestii, rodzina Kubiczów została przewieziona do wsi Tuietas w Kazachstanie. Kazimierz z synem Zdzisławem został przyjęty do Polskich Sił Zbrojnych w ZSRR, a później ewakuowany do Wielkiej Brytanii. Pozostała czwórka dzieci w 1946 została repatriowana do Krosna Odrzańskiego.
Kazimierz zmarł 10 września 1943 jako plutonowy 1 pułku rozpoznawczego i został pochowany na cmentarzu Newmarket.

## Ordery i odznaczenia
- Krzyż Srebrny Orderu Wojskowego Virtuti Militari nr 3518[1][22] – 1921[23]
- Krzyż Niepodległości – 3 czerwca 1933 „za pracę w dziele odzyskania niepodległości”[24][2][25]
- Krzyż Pamiątkowy 6 pułku piechoty Legionów Polskich[26]